# Lea Bartha
Lea Bartha Pesek, slovenska pevka zabavne glasbe in pedagoginja, *31. maj 1986. 

## Življenje
Lea Bartha je odraščala v enostarševski družini z mamo Zsuzsanno, ki ima madžarske korenine. Zaključila je jazzovsko petje na srednji glasbeni šoli ter na Pedagoški fakulteti Univerze v Ljubljani diplomirala iz biologije in gospodinjstva, nato pa študirala muzikologijo na Filozofski fakulteti v Ljubljani. Po končani nižji glasbeni šoli se je več kot deset let pevsko izpopolnjevala pod vodstvom Nade Žgur iz jazz, gospel in sodobne duhovne glasbe. V Nemčiji se je s pomočjo štipendij Music Theater Bavaria večkrat udeležila enomesečnih seminarjev iz gledališke glasbe, na katerih je redno nastopala tako s klasičnim repertoarjem kot tudi muzikalnim.

## Delo
Leta 2009 je začela pedagoško delo kot mentorica za petje v glasbeni šoli GVIDO. Od leta 2013 dalje je prvi sopran in korepetitorka v skupini XXL Vocal Group Tomaž Kozlevčar. Od leta 2014 dalje pevka in umetniški vodja vokalne skupine VOC8, vokalnega ženskega okteta, ki se ukvarja s pop, jazz, soul in gospel zvrstmi. 
Trenutno vodi svojo pevsko šolo, preko katere nudi programe Nega glasu, Avdicija se bliža, Skupina ter na nova programa Mladi muzikalci in Mali muzikalček. 
Leta 2015 je bila v slovenski različici muzikala Mamma Mia! izbrana za eno izmed glavnih vlog, vlogo hčerke Sophie.